# Schellingwoude

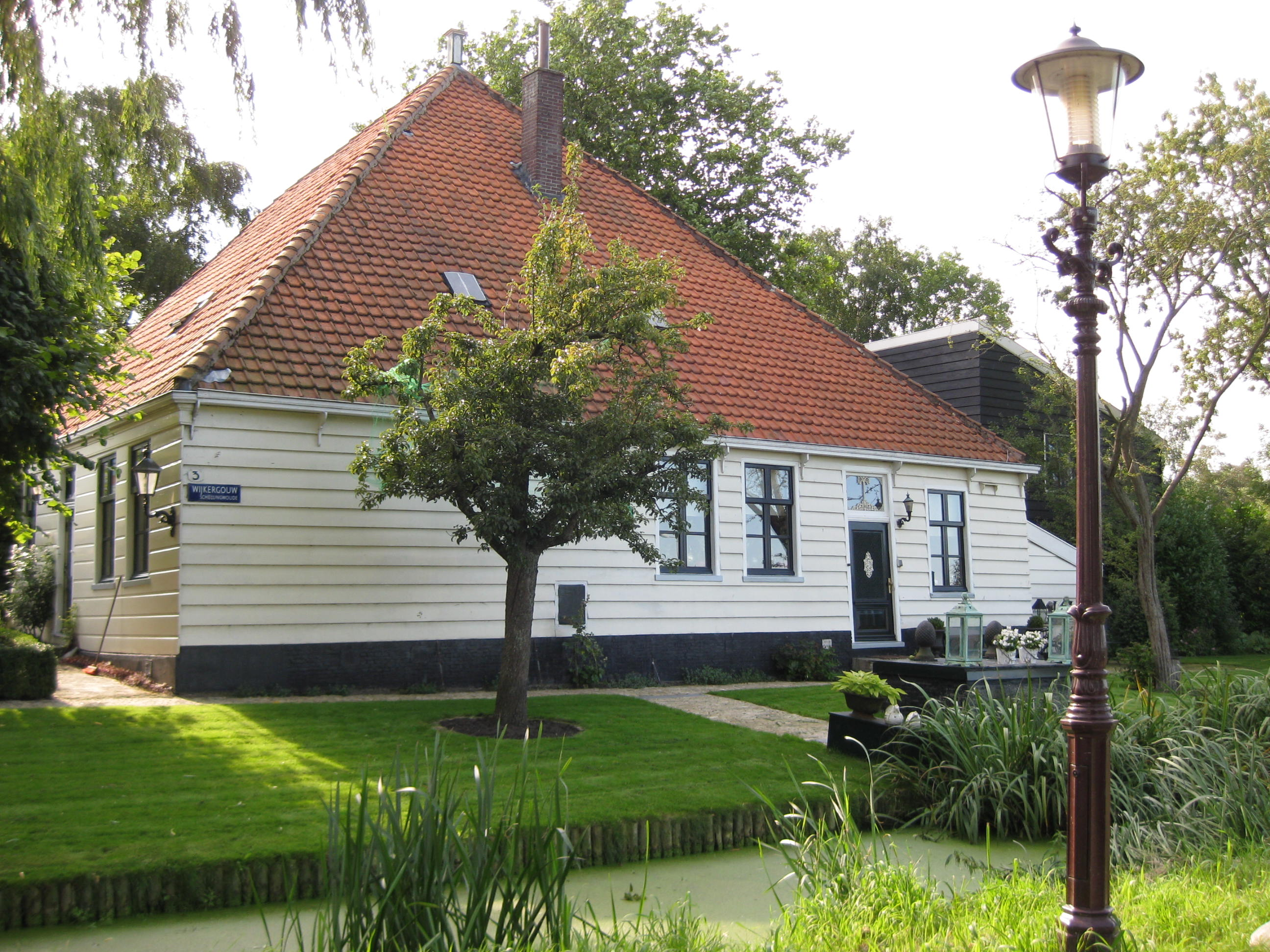
Houten stolpboerderij aan de Wijkergouw, rijksmonument uit circa 1870.

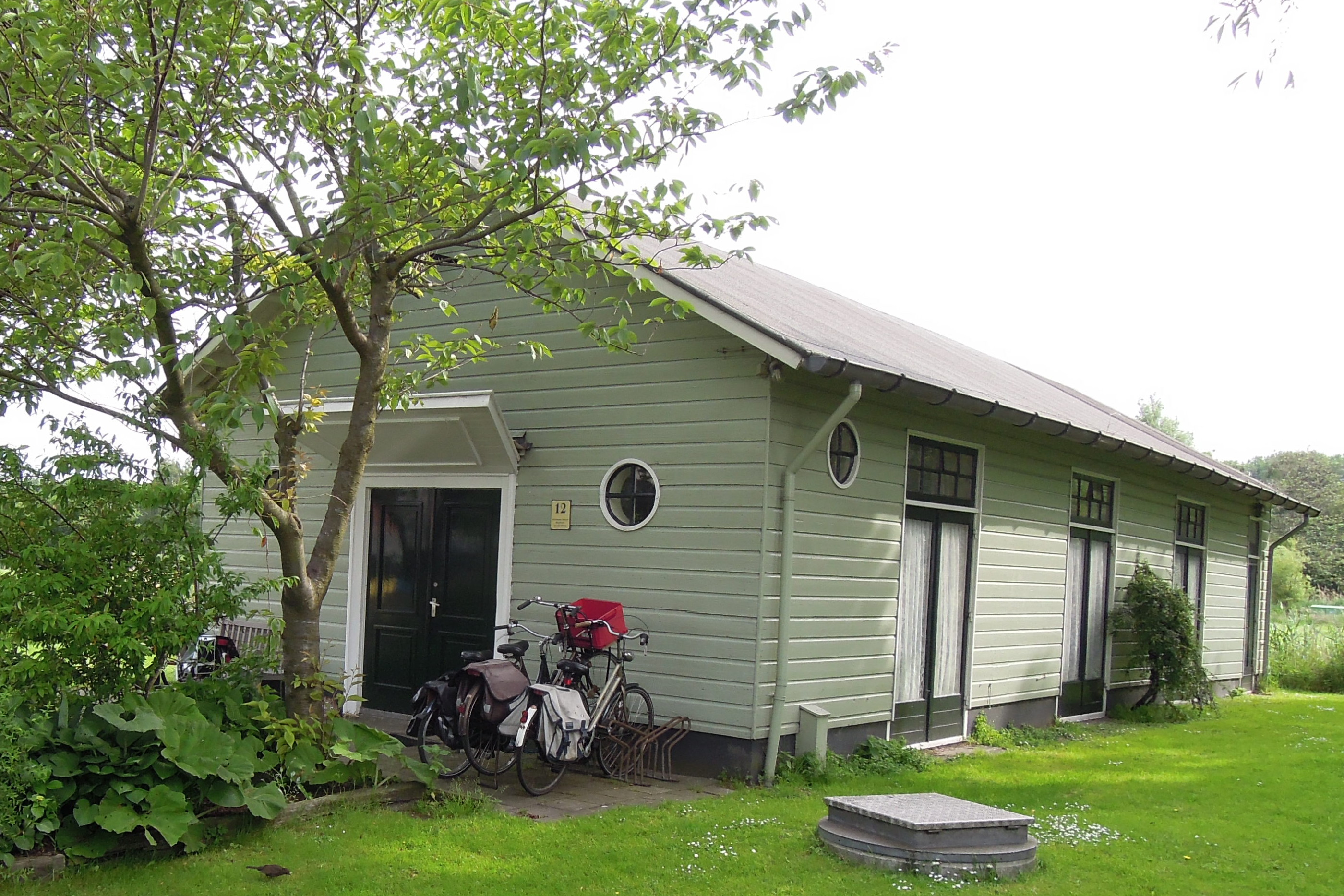
Houten dorpshuis uit 1937 aan de Wijkergouw.

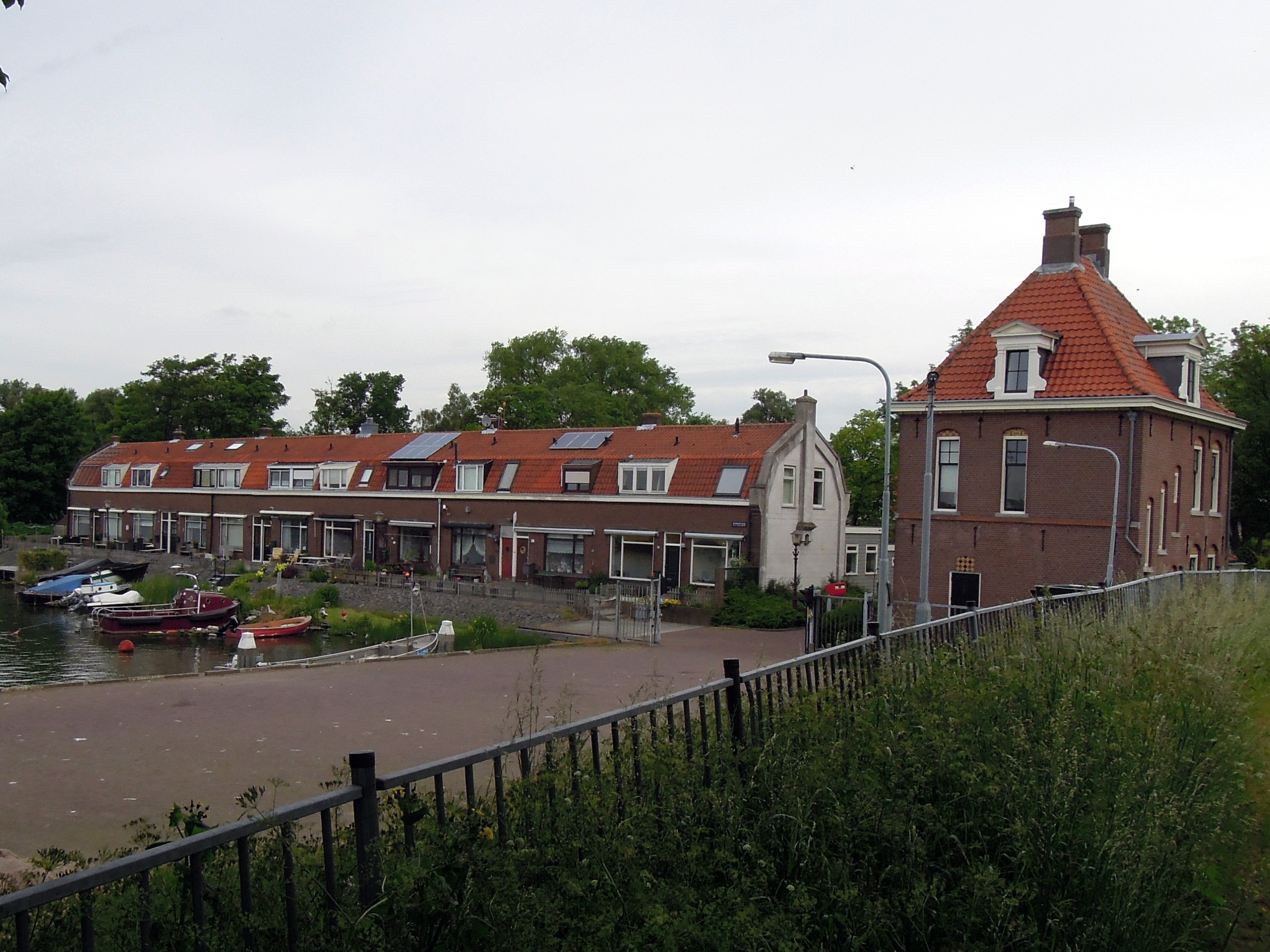
Voormalig hulppostkantoor en dienstwoningen bij de Oranjesluizen.

Schellingwoude is een dorp in Landelijk Noord, het dunbevolkte landelijke deel van het stadsdeel Amsterdam-Noord, onderdeel van Amsterdam, in de Nederlandse provincie Noord-Holland. Het dorp ligt aan de dijk tussen Nieuwendam en Durgerdam. De meeste huizen staan aan de Schellingwouderdijk langs het IJ. De waterstaatskerk ligt achter de dijk, op een terp. Het gebouwtje dateert uit 1866 en werd oorspronkelijk gebruikt door de Nederlandse Hervormde gemeente. Uit opgravingen is gebleken dat er al in de 14e eeuw op die plek een kerk heeft gestaan.

## Geschiedenis
De naam van het dorp is afgeleid van een woud (bos) dat de scheiding vormde tussen het land en het water. Scheling is een oud-Hollands woord voor scheiding. Een andere bron stelt echter dat de naam te maken heeft met een verhaal over schellingen die in het woud werden gevonden.
Ooit was Schellingwoude een belangrijk dorp met een eigen bestuur. Het was onderdeel van de Waterlandse Unie. Voor 1811 behoorde ook Buiksloot tot het bangebied van Schellingwoude, daarna werd het een aparte gemeente. Maar het dorp werd steeds kleiner. In 1857 werd het dorp met nog maar 25 huizen bij de gemeente Ransdorp gevoegd. Als gevolg van de Stormvloed van 1916 raakten de Waterlandse dorpen sterk verarmd, daarna werd in 1921 het zuidelijk deel van Waterland (en dus ook Schellingwoude) bij de gemeente Amsterdam gevoegd.

## Ontginning en landverlies
Dit deel van Waterland is in het begin van de 11e eeuw ontgonnen, vanuit de toen smalle rivier het IJ. Het land bestond uit veen en lag toen enkele meters boven zeeniveau. Door sloten te graven werd regenwater afgevoerd en ontstond goede grond voor akkerbouw voor het telen van onder meer tarwe, rogge en gerst. Maar door de ontwatering daalde het land. Na enkele eeuwen werd akkerbouw steeds moeilijker en was alleen nog melkveehouderij mogelijk.
De daling van het land zorgde ook voor landverlies. Na de stormvloed van 1170 werden dijken aangelegd om verder landverlies te voorkomen. Bij latere stormvloeden braken deze dijken door. Een deel van de dijk moest landinwaarts opnieuw aangelegd worden waardoor er land verloren ging en scherpe hoeken in de dijk ontstonden. Dit is nog steeds te zien aan de dijk ten oosten van Schellingwoude.
Bij de stormvloed van 1570 ontstond een dijkdoorbraak aan westkant. Het gat in de dijk kon niet gedicht worden, want de Tachtigjarige Oorlog laaide op in dit gebied. In 1571 werd Schellingwoude geplunderd door de Geuzen. In 1572 wordt zuidelijk Waterland bezet door Spaanse troepen tijdens de Blokkades van Amsterdam. Onder meer Schellingwoude werd platgebrand en de inwoners gedood of verjaagd. Pas in 1580 werd de dijk gemaakt maar het grote stroomgat achter de dijk is altijd water gebleven en kreeg de naam Schellingwouderbreek. Vanaf de 17e eeuw richtte Schellingwoude zich op de melkveehouderij. De melk werd hoofdzakelijk verkocht in Amsterdam.

## Bebouwing
Behalve de kerk waren tot de 19e eeuw alle huizen en boerderijen van hout. De eerste stenen huizen zijn gebouwd voor personeel van de Oranjesluizen uit 1872; voor de ingenieur (Noorder IJdijk 113), voor de sluismeester (Noorder IJdijk 111), voor de kantonnier (Noorder IJdijk 107) en voor de sluisknechten (Noorder IJdijk  67-85). Ook werd de kleine houten school vervangen door een groter stenen gebouw, Wijkergouw 2, nu woonhuis. Eind 19e eeuw werd hier ook het neo-klassieke huis (Noorder IJdijk 109) gebouwd. Door de sluizen was Schellingwoude te voet vanuit Amsterdam bereikbaar geworden en dat maakte Schellingwoude aantrekkelijker. Er werden huizen aan de Schellingwouderdijk bijgebouwd, zoals aan de westkant van het dorp voor arbeiders die in Nieuwendam werkten. Aan de Liergouw werden in 1920 achttien stenen woningwetwoningen gebouwd. Ook werden bestaande houten huizen opgeknapt en gemoderniseerd. In veel gevallen werd voor het houten huis een stenen gevel gezet zodat het net een stenen huis leek.
In 1943 zijn vijftien huizen van het dorp (Schellingwouderdijk 217 tot 247) gesloopt zodat het afweergeschut van het Duitse bezettingsleger vrij schootsveld had. Daarna zijn er nieuwe stenen huizen gebouwd. De historische kern van Schellingwoude is hiermee verdwenen.
In 2004 zijn zeventien huizen nieuw gebouwd aan het Bavinkhof en Hoyerpad. Deze straatnamen verwijzen naar het verhaal 'Buiten-IJ' uit 1914 van de schrijver Nescio, waarin deze twee romanfiguren een 'huisje' huren in Schellingwoude.
Over het grondgebied van Schellingwoude zijn enkele grote autowegen aangelegd; de Zuiderzeeweg met de Schellingwouderbrug in 1957 en de A10 met de Zeeburgertunnel in 1990. Ondanks dat is het landelijk karakter nog goed te zien op de Wijkergouw met de monumentale houten stolpboerderij en enkele sloten dwars op de Wijkergouw nog daterend van de ontginningstijd.

## Aan het Buiten-IJ
Schellingwoude heeft een jachthaven aan het Buiten-IJ. Aan de bestaande steigers voor binnenvaartschepen kwamen in de jaren 1970 de eerste woonschepen te liggen. Inmiddels liggen er ruim 71.

## Openbaar vervoer
Van 1930-1932 reed de Gemeentetram Amsterdam in de spitsuren bus M naar Nieuwendam en Durgerdam. In 1949 werd door de Enhabo een volledig op Amsterdams grondgebied gereden nieuwe lijn 5 geopend. Sinds 1966 werd de exploitatie door GVB buslijn 30 uitgevoerd.  Sinds 3 februari 2018 rijdt er geen bus meer en is de lijn uitbesteed als vraagafhankelijk openbaar vervoer aan taxibedrijf Staxi.

## Trivia
- Het Marinevliegkamp Schellingwoude (1916-1945) lag op het Zeeburgereiland. Watervliegtuigen stegen op landden op het Buiten-IJ. Dit was goed zichtbaar vanaf de Schellingwouderdijk.
- De Schellingwouderkerk wordt soms gebruikt in de Nederlandse soapserie Goede tijden, slechte tijden.